# ویکتوریا کونفال
ویکتوریا کونفال (به انگلیسی: Victoria Konefal) بازیگر اهل ایالات متحده آمریکا است. او از سال ۲۰۱۷ در سریال روزهای زندگی ما نقش سیارا برادی را بازی کرده است که از شبکه ان‌بی‌سی پخش می‌شود.

## زندگی‌نامه
کونفال در بروکلین، نیویورک به دنیا آمد. او یک برادر و خواهر بزرگتر از خود دارد. وی در دبیرستان Fiorello H. LaGuardia تحصیل کرد. او در سال ۲۰۱۵ در یک مسابقه زیبایی شرکت کرد و در آنجا، تاج دوشیزه لهستان ایالات متحده را به دست آورد.

## حرفه
وی فعالیت بازیگری را در سال ۲۰۱۶ با بازی در دو فیلم فراموش کردن شیشه شنی در نقش کلی و فیلم خانواده امروزی در نقش ریوکا آغاز کرد. در سال ۲۰۱۷، او در سه فیلم ظاهر شد: شکست اشتباه، فیلمی که او نقش اصلی آملیا را بازی کرد. فیلم ترسناک سیرک کین در نقش تریسی و فیلم تبادل مرگبار در نقش بلیک. در اوت ۲۰۱۷، اعلام شد که او برای نقش سیارا بردی در سریال روزهای زندگی ما انتخاب شده است. وی در ۱ دسامبر ۲۰۱۷ این موضوع را تأیید کرد.

## فیلم‌شناسی
| سال        | عنوان                          | نقش        | یادداشت‌ها            |
| ---------- | ------------------------------ | ---------- | -------------------- |
| ۲۰۱۶       | فراموش کردن شیشه شنی           | کلی        | فیلم                 |
| ۲۰۱۶       | خانواده مدرن                   | ریوکا      | قسمت: " Blindsided " |
| ۲۰۱۷       | شکست اشتباه                    | آملیا      | فیلم تلویزیونی       |
| ۲۰۱۷       | تبادل مرگبار                   | بلیک       | فیلم تلویزیونی       |
| ۲۰۱۷–اکنون | روزهای زندگی ما                | سیارا بردی | سریال معمولی         |
| ۲۰۱۷       | سیرک کین                       | تریسی      | فیلم                 |
| ۲۰۲۱–۲۰۲۲  | روزهای زندگی ما: فراتر از سالم | سیارا بردی | مینی سریال           |
| ۲۰۲۳       | شهر مه                         | جورجیا پیج |                      |
| TBD        | ترس از مرگ                     | لنا        | پس از تولید          |

## جوایز و نامزدی
| سال  | جایزه                    | دسته‌بندی                               | کار             | نتیجه | منبع          |
| ---- | ------------------------ | -------------------------------------- | --------------- | ----- | ------------- |
| ۲۰۱۹ | جایزه روز امی            | بهترین بازیگر زن جوان در یک سریال درام | روزهای زندگی ما | نامزد | [ ۸ ]         |
| ۲۰۲۰ | جوایز مجله برخط Soap Hub | بازیگر زن مورد علاقه روزهای زندگی ما   | روزهای زندگی ما | برنده | [ ۹ ]         |
| ۲۰۲۱ | جایزه روز امی            | بازیگر جوان برجسته در یک سریال درام    | روزهای زندگی ما | برنده | [ ۱۰ ] [ ۱۱ ] |
| ۲۰۲۱ | جوایز مجله برخط Soap Hub | بازیگر زن مورد علاقه روزهای زندگی ما   | روزهای زندگی ما | برنده |               |